# Blízkov
Blízkov (en allemand : Bliskau) est une commune du district de Žďár nad Sázavou, dans la région de Vysočina, en République tchèque. Sa population s'élevait à 339 habitants en 2020.

## Géographie
Blízkov se trouve à 10 km à l'ouest-nord-ouest de Velké Meziříčí, à 19 km au sud de Žďár nad Sázavou, à 24 km à l'est de Jihlava à 130 km au sud-est de Prague.
La commune est limitée par Zadní Zhořec au nord, par Netín à l'est, par Stránecká Zhoř au sud et par Měřín et Černá à l'ouest.

## Histoire
La première mention écrite de la localité date de 1298.

## Administration
La commune se compose de deux quartiers :
- Blízkov
- Dědkov

## Transports
Par la route, Blízkov se trouve à 10,5 km de Velké Meziříčí, à 24 km de Žďár nad Sázavou, à 27 km de Jihlava à 158 km de Prague.